# Ліцинія Красса Молодша
Ліцинія Красса Молодша (*Licinia, бл. 150 до н. е. — після 120 до н. е.) — давньоримська матрона, дружина Гая Семпронія Гракха.

## Життєпис
Походила з впливового плебейського роду Ліциніїв Крассів. Була молодшою донькою Публія Ліцинія Красса Муціана, консула 131 року до н. е., та Клавдії Пульхри. Здобула чудову домашню освіту.
Близько 138 року до н. е. стала дружиною Гая Гракха, близько 132 року до н. е. народила доньку. У 130 році до н. е. отримала в спадок від батька великий статок.
Після загибелі Гая Гракха в 121 році до н. е. його супротивники спробували позбавити Ліцинію посагу, проте їм це не вдалося. В цьому її допоміг дядько Публій Муцій Сцевола. Про подальшу долю немає відомостей.

## Родина
- Семпронія (бл. 132 до н. е.— д/н), дружина Марка Фульвія Флакка Бамбаліона